# آرمون گتی
آرمون گتی (فرانسوی: Armand Gatti‎؛ زاده ۲۶ ژانویه ۱۹۲۴ - درگذشته ۶ آوریل ۲۰۱۷) نمایش‌نامه‌نویس، شاعر، روزنامه‌نگار، فیلم‌نامه‌نویس، کارگردان و یکی از اعضای جبهه مقاومت فرانسه در جنگ جهانی دوم بود. آرمون گتی در ۶ آوریل ۲۰۱۷ در سن ۹۳ سالگی درگذشت.